# Кошмар (филм, 1896)
„Кошмар“ (на френски: Le cauchemar) е френски късометражен ням филм на ужасите от 1896 година на продуцента и режисьор Жорж Мелиес с негово участие.

## Сюжет
Един мъж с пищни мустаци и брада не може да заспи. Въртейки се в постелите си, той скача така, че все едно току-що се е събудил от кошмар (при което декорите се променят) и вижда, че до него на леглото е седнала красива млада жена. Той започва да флиртува с нея, прегръща я и се опитва да я целуне, но девойката се превръща в ужасен менестрел. Човекът се опитва да го прогони, но менестрелът се превръща в Пиеро и избягва през сменящите се декори. Сега на заден план се вижда отворен прозорец. Мъжът подава ръката си през прозореца, но в този момент се приближава антропоморфна луна (има очи, уста и нос) и го захапва за пръстите. Човекът започва да удря луната и тя го пуска. Това обаче не е краят на кошмара. Завръща се ужасното трио и започват да се присмиват над човека с разкривени лица. В този момент, мъжът се събужда, успокоява се и отново ляга да спи.

## В ролите
- Жорж Мелиес като мъжът, който сънува кошмара[2]

## Продукция
Снимките на филма протичат в градината на дома на Мелиес в Монтрьой. За постигане на ефекта на фантастичните сцени са използвани непрекъснато сменящи се нарисувани декори. Самият Мелиес изпълнява ролята на спящия мъж във филма.